# Pribeník
Pribeník (em húngaro: Perbenyik) é um município da Eslováquia, situado no distrito de Trebišov, na região de Košice. Tem 12,32 km² de área e sua população em 2018 foi estimada em 1.003 habitantes.

## Demografia
| Ano:        | 1994 | 2004   | 2014   | 2024   |
| ----------- | ---- | ------ | ------ | ------ |
| Broj ljudi: | 946  | 958    | 1016   | 970    |
| Razlika:    |      | +1,26% | +6,05% | -4,52% |

| Ano:               | 2023 | 2024   |
| ------------------ | ---- | ------ |
| Número de pessoas: | 958  | 970    |
| Diferença:         |      | +1,25% |